# Peroxide
Peroxide è il primo album in studio della cantautrice scozzese Nina Nesbitt, pubblicato nel febbraio 2014.

## Tracce
1. Peroxide (Nina Nesbitt) – 3:31
2. Stay Out (Nesbitt, Iain Archer) – 2:43
3. Selfies (Nesbitt, Thom Kirkpatrick) – 3:26
4. Two Worlds Away (Nesbitt) – 3:25
5. Align (Nesbitt, Jake Gosling, Chris Leonard) – 3:58
6. Mr. C (Nesbitt, Lily Allen, Steve Mac, Karen Poole) – 2:42
7. He's the One I'm Bringing Back (Nesbitt, Nick Hodgson) – 3:01
8. 18 Candles (Nesbitt, Gosling, Leonard) – 3:13
9. Tough Luck (Nesbitt, Gosling) – 3:18
10. The Outcome (Nesbitt, Archer) – 3:22
11. Hold You (Nesbitt) – 5:28 – featuring Kodaline
12. We'll Be Back for More (Nesbitt, Rune Westberg) – 3:20
13. The Hardest Part (Nesbitt) – 4:02

## Classifiche
| Classifica (2014) | Posizione massima |
| ----------------- | ----------------- |
| Regno Unito       | 11                |